# Sergei Alexejewitsch Kalinin
Sergei Alexejewitsch Kalinin (russisch Сергей Алексеевич Калинин; * 23. Dezember 1926 in Jaroslawl, Russische SFSR; † 17. Oktober 1997) war ein sowjetischer Sportschütze.

## Erfolge
Sergei Kalinin nahm im Trap an den Olympischen Spielen 1960 in Rom und 1964 in Tokio teil. 1960 erzielte er mit 190 Punkten das drittbeste Resultat des Wettbewerbs und gewann so hinter Ion Dumitrescu, der 192 Punkte schaffte, und Galliano Rossini, der auf 191 Punkte kam, die Bronzemedaille. Vier Jahre darauf kam er über den 22. Platz nicht hinaus. Ihm gelangen 187 Punkte. 1958 in Moskau und 1962 in Kairo wurde Kalinin mit der Trap-Mannschaft Weltmeister.